# Guillermo Subiabre
Guillermo Subiabre Astorga (* 25. Februar 1903 in Osorno; † 1964 in Santiago de Chile) war ein chilenischer Fußballspieler.

## Verein
Der Chato genannte und mit Torinstinkt ausgestattete Stürmer zeichnete sich insbesondere auch durch sein gutes Kopfballspiel und seine Schussstärke aus. Sein gewaltiger Schuss soll dabei nach Angaben auf der Internetpräsenz seines Ex-Vereins Colo Colo gar zu Verletzungen bei Torhütern und das ein oder andere durchschossene Tornetz gesorgt haben. Er spielte auf Vereinsebene zunächst für den lokalen Verein seiner Geburtsstadt Osorno, den Rangers F.C. Anschließend war er für die Liverpool Wanderers und die Santiago Wanderers aktiv. Von seinem Debüt am 1. Januar 1927 gegen eine aus den Vereinen Nacional und Gold Cross gebildete Auswahl bis 1934 vertrat er während acht Spielzeiten die Farben von Colo-Colo, davon sechs Jahre zu Zeiten des chilenischen Amateurfußballs und zwei Jahre während der Profi-Aera. In dieser Zeit gewann er 1928 und 1929 mit seinen Mitspielern die Meisterschaft der Liga Central de Football de Santiago und 1930 diejenige der Asociación de Fútbol de Santiago. 1934 wurde Subiabre als Spieler zum honorario vitalicio (Ehrenspieler auf Lebenszeit) von Colo-Colo ernannt.

## Nationalmannschaft
Subiabre war auch Mitglied der Nationalmannschaft seines Heimatlandes und nahm mit ihr am Campeonato Sudamericano 1926 teil. Dort kam er in vier Spielen zum Einsatz und erzielte zwei Treffer. Auch bei den Olympischen Spielen 1928 und bei der ersten Fußball-Weltmeisterschaft 1930 gehörte er zum chilenischen Aufgebot. Bei der WM steuerte er bei drei Einsätzen je nach Quellenlage ein Tor oder zwei Tore bei. Insgesamt konnte er bei seinen zehn Länderspieleinsätzen acht Tore erzielen.